# Zoilos I
Zoilos I (gr. Ζώιλος) – król indo-grecki, panujący około w latach 130–120 p.n.e.
Objął władzę po śmierci Menandra I, współrządząc z jego żoną Agatokleją i synem Stratonem I. Ponieważ na jego monetach pojawia się wizerunek Heraklesa, przyjmuje się, że był krewnym królów baktryjskich Eutydemosa II i Demetriusza II, który odzyskał władzę na terenach zagarniętych wcześniej przez Menandra. Jedna z monet Zoilosa została ewidentnie przebita przez Menandra, co wskazuje na to że musiał je odzyskać jeszcze za życia tego władcy. Odbite przez Zoilosa Paropamisada i Arachozja zostały utrzymane przez jego bezpośrednich następców, także emitujących monety z Heraklesem.